# فيل كلارك (لاعب كرة قدم أمريكية أمريكي)
فيل كلارك (بالإنجليزية: Phil Clarke)‏ هو لاعب كرة قدم أمريكية أمريكي، ولد في 19 يناير 1977 في ميامي في الولايات المتحدة.

## وصلات خارجية
- فيل كلارك على موقع مرجع كرة القدم المحترفة.كوم (الإنجليزية)